# Campagne de Shiloh
Guerre de sécession
Batailles
Campagne de Shiloh
- Belmont
- Fort Henry
- Fort Donelson
- Shiloh
- Corinth

La campagne de Shiloh (ou campagne de Fort Henry) désigne une série de batailles de la guerre de sécession qui ont eu lieu du 7 novembre 1861 au 10 juin 1862 dans le théâtre occidental de la guerre de sécession notamment au sud-ouest du Tennessee. Cette campagne visait pour les deux camps à gagner contrôle des fleuves du Cumberland, de l'Ohio ou encore du nord du Mississippi.
C'est le premier grand défi du général Ulysses Grant (commandé de loin par le général Halleck) dans le conflit. La campagne débuta avec la bataille de Belmont, qui fut une victoire de la Confédération et se poursuivit bien avec les victoires à la bataille de Fort Henry et à la bataille de Fort Donelson mais une grande et violente bataille se profila à Shiloh. Cette bataille donna la mort au général confédéré Albert Sidney Johnston le 6 avril et se conclut une nouvelle fois par une victoire meurtrière de l'Union.

## Contexte
Après l'élection du président abolitionniste républicain Abraham Lincoln en novembre 1860 et l'attaque du Fort Sumter par les confédérés de Beauregard le 12 avril 1861, 11 États firent sécession et créèrent les États Confédérés d'Amérique ; la guerre de sécession était déclarée.
À l'est, en Virginie, les combats avaient déjà débuté avec la campagne de Manassas durant l'été 1861 avec notamment l'échec de McDowell à la première bataille de Bull Run alors que celui-ci cherchait à atteindre Richmond, capitale confédérée. En revanche à l'ouest, aucune campagne de grande envergure n'avait été lancée. Cependant, des combats avaient eu lieu pour le contrôle du Missouri, encore disputé. En novembre 1861, la campagne de Shiloh débuta.

### Union

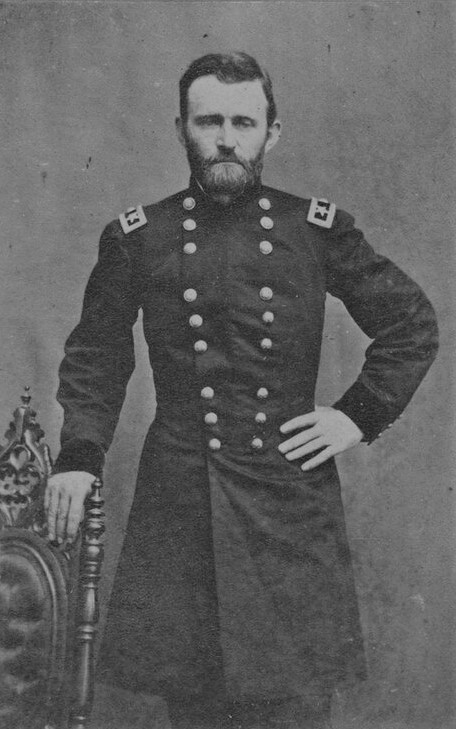
Le major-général Ulysses Simpson Grant, commandant des troupes pendant la campagne de Shiloh.

## Combats
Les combats de cette campagne marquèrent les esprits pour sa violence particulière et son coût élevé en nombre d'hommes.

### Bataille de Belmont
Les combats commencèrent le 7 novembre 1861 à l'ouest avec la bataille de Belmont quand le général nordiste Ulysses Grant (5 000 hommes), chef de l'Armée du Tennessee attaqua un petit avant-poste près de Belmont (3 000 hommes). Grâce à l'effet de surprise, les yankees submergent le camp sudiste et le détruisent. Mais les confédérés de Gideon Pillow se rassemblent, contre-attaquent et Grant est donc obligé de faire retraite vers Paducah en direction du nord-ouest.

### Bataille de Fort Henry
Après avoir atteint Paducah, Grant accompagné par Andrew Foote attaquèrent le Fort Henry au sud de Paducah le 6 février 1862. Grant encercla le fort tandis que Foote le bombarda. Avant même que Grant arrive sous les murs du fort, Foote fait capituler Lloyd Tilghman et ses hommes.

### Bataille de Fort Donelson
Puis, le 12 février, les yankees attaquèrent un autre fort sudiste, le Fort Donelson près de Fort Henry. Le 16 février, Grant et Foote remportèrent une nouvelle fois la victoire et firent mouvement vers le sud.

### Bataille de Shiloh

Représentation de la bataille de Shiloh par Thure de Thulstrup

Grant, rejoint par le chef de l'Armée du Cumberland, le général Don Carlos Buell atteint Shiloh. Les sudistes eux aussi s'étaient rassemblés à Corinth et étaient commandés par A.S. Johnston et P.G.T. Beauregard. Les deux généraux confédérés attaquèrent les nordistes le 6 avril et c'est à ce moment que débuta la violente et meurtrière bataille de Shiloh.
Johnston meurt le premier jour de combat et après des combats acharnés, Beauregard se rendit. La campagne est remportée par les yankees.

### Siège de Corinth
La première bataille de Corinth (aussi connue sous le nom de siège de Corinth) débuta quelques jours après la victoire à Shiloh, à partir du 29 avril lorsque les nordistes atteignirent la ville de Corinth au Mississippi. Elle s'acheva le 10 juin 1862 et se solda par la victoire de l'Union commandée par le major general John Pope et Henry Wager Halleck ce qui engendra la prise de la ville stratégique de Corinth.

## Conséquences
Cette victoire permit à l'Union de contrôler une petite partie du Tennessee notamment les villes de Nashville et Corinth. De plus, le général Ulysses Grant se fit une réputation de commandant victorieux et agressif. Cette campagne joua également un rôle dans les autres campagnes du théâtre occidental de la guerre de sécession.